# Ципау (Вранча)
Ципау (рум. Țipău) насеље је у Румунији у округу Вранча у општини Спулбер. Oпштина се налази на надморској висини од 642 m.

## Становништво
Према подацима из 2002. године у насељу је живело 274 становника, од којих су сви румунске националности.